# Goh Liu Ying
Goh Liu Ying (født 30. maj 1989) er en malaysisk badmintonspiller. 
Hun repræsenterede sit land under Sommer-OL 2012 i London, hvor hun blev elimineret i gruppespillet i mixed double.
Hun vandt sølv i mixed double i forbindelse med de olympiske badmintonturneringer i 2016 i  Rio de Janeiro.